# Escapade (película de 1957)
Escapade (Escapada en España) es una película francesa de aventuras de 1957 dirigida por Ralph Habib y producida por Pathé, basada en una narración corta de William Irish titulada Cenicienta y el pandillero (Cinderella and the Mob) publicada en la revista Argosy en 1940. Esta película tuvo una taquilla en Francia de 1.078.598 entradas.

## Argumento
Un grupo de pandilleros utiliza a una jovencita para hacer que un exconvicto recientemente liberado les entregue dinero robado que escondió justo antes de ser atrapado.

### Detalles
Varias llamadas telefónicas para una cierta Mauricette llegan erróneamente a la casa de la señora Marcenay, mujer mundana y agitada, más preocupada por la fiesta de disfraces a la que está invitada que por la educación de sus hijas. La más joven de ellas, Agnes, regresa a la casa de mal humor por haberse enojado con su pretendiente Philippe, y haber sido castigada por la directora de su curso. Privada del baile de disfraces, recibe una misteriosa llamada telefónica que en la que se advierte a Mauricette que Philippe la necesita en el Hotel Reseda. Pensando que es una broma, Agnes decide asistir, toma prestado un vestido de noche de su hermana mayor y se dirige en taxi a la cita quedando enredada de esta forma con otro Philippe en un ajuste de cuentas...

## Ficha técnica
- Dirigida por : Ralph Habib
- Guionista: Albert Valentin
- Fecha de estreno en las salas : viernes 7 de junio de 1957
- Género : Ficción
- Duración : 1 h 15 m
- Año de producción :1957

## Reparto

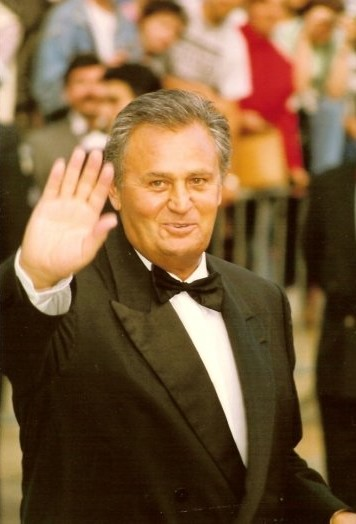
Roger Hanin.

- Louis Jourdan: Frank Raphaël
- Dany Carrel: Agnès Mercenay
- Roger Hanin: Olivier
- Lise Delamare: Señorita  Mercenay
- Jean-Loup Philippe:  Philippe
- Félix Martin: Angelo
- Arlette Alegre: Dolly
- Marcel Bozzuffi: Raymond
- Guy Tréjan:  Maurice
- Sophie Grimaldi: hermana de Agnès
- Albert Rémy: José
- Jean Daurand: inspector
- José Lewgoy: Caraco